# Trận Legnica
Trận Legnica (tiếng Ba Lan: Bitwa pod Legnicą), tiếng Việt: Trận Lép-ních, còn gọi là Trận Liegnitz (tiếng Đức: Schlacht von Liegnitz) hoặc là Trận Wahlstatt (tiếng Đức: Schlacht bei Wahlstatt), là một trận đánh giữa đế quốc Mông Cổ và quân kháng chiến của người châu Âu diễn ra tại Legnickie Pole (Wahlstatt) gần thành phố Legnica (tiếng Đức: Liegnitz) tại Silesia vào ngày 9 tháng 4 năm 1241.
Liên quân Ba Lan - Séc - Đức dưới sự chỉ huy của Công tước xứ Silesia là Henryk II Pobozny (người Ba Lan), được sự hỗ trợ của một số hiệp sĩ và dòng tu quân sự do giáo hoàng phái tới, hòng ngăn ngừa cuộc xâm lược châu Âu của người Mông Cổ. Trận đánh này diễn ra hai ngày trước khi quân Mông Cổ đánh thắng quân Hungary trong trận Mohi lớn hơn nhiều.